# Polja smrti (Kambodža)
Polja smrti (kmerski: វាលពិឃាត, izgovara se : [ʋiəl pikʰiət]) u Kambodži su lokacije gdje je veliki broj ljudi ubijen i pokopan za vrijeme režima Crvenih Kmera. Tu je pogubljeno najmanje 200.000 ljudi (dok se procjenjuje da je ukupan broj mrtvih kao posljedica politike Crvenih Kmera, uključujući bolesti i izgladnjenost, od 1,4 do 2,2 milijuna od ukupne kambodžanske populacije od 7 milijuna). Na blisku je temu snimljen britanski cjelovečernji film o režimu Crvenih Kmera u Kambodži Polja smrti.